# Володино (Лотошинский район)
Володино — деревня в Лотошинском районе Московской области России.
Относится к городскому поселению Лотошино, до реформы 2006 года относилась к Михалёвскому сельскому округу. Население — 44 чел. (2010).

## География
Расположена примерно в 6 км к югу от районного центра — посёлка городского типа Лотошино, в устье реки Шерстни, впадающей в Лобь. Соседние населённые пункты — деревни Горсткино, Кульпино, Тереховка и Урусово.

## Исторические сведения
До 1924 года входила в состав Кульпинской волости 1-го стана Волоколамского уезда Московской губернии, а после её упразднения — в состав вновь образованной Раменской волости.
По сведениям 1859 года Володино — владельческая деревня по правую сторону Зубцовского тракта, при реке Лоби, в 25 верстах от уездного города, с 19 дворами и 151 жителем (70 мужчин, 81 женщина).
По материалам Всесоюзной переписи населения 1926 года деревня относилась к Кульпинскому сельсовету, в ней проживало 293 человека (146 мужчин, 147 женщин), насчитывалось 51 хозяйство, имелась школа.

## Население
| 1852 | 1859 | 1926 | 2002 | 2006 | 2010 |
| ---- | ---- | ---- | ---- | ---- | ---- |
| 180  | ↘151 | ↗293 | ↘43  | ↘41  | ↗44  |